# Legénységi rendfokozatok a római hadseregben
A római hadseregben az egyszerű közlegény legfeljebb centurio lehetett, szolgálata a militia equestrisszel szemben militia caligati. 
Annak a katonának a neve, aki mindenféle szolgálatra (földmunka, őrszolgálat és harc) köteles volt, munifex volt a neve, azé, aki ezek alól legalább részben fel volt mentve, immunis. E cím egyben meghatározott fokozatot is jelentett:  immunis turmae, legionis, consularis stb. Aki nagyobb zsoldot kapott a rendesnél, annak mértéke szerint: duplarius (duplicarius), sesquiplicarius volt. Mindkét fentebbi kedvezmény részesei elsősorban azok a katonák voltak, akik a köteles szolgálati idejük letelte után is visszamaradtak (emeriti), vagy szabadságoltatásuk után visszaléptek (evocati). Ilyenek voltak a salariak is, akik a zsold (stipendum) helyett rendes fizetést (salarium) kaptak. E kedvezménynek az altisztek is részesei voltak (principales). Ilyenek:
1. A turma és a centuria keretében: optio, a centurio, illetve a decurio helyettese és az adjutor.
2. A tesserarius, aki az új jelszót közölte a sereggel.
3. Zászlótartók, jelvényhordozók: signifer, aquilifer, imaginifer, vexillarius).
4. A magasabb rangú tisztek segédtisztjei:
  - cornicularius, van minden nagyobb csapat parancsnokának. A köztársaság korában tehát az éppen parancsnokoló tribuni legionisnak, a császárkorban a legatusnak, praefectus castrorum, majd praefectus legionisnak, továbbá a praefectus praetorio, praefectus urbi és praefectus vigilumnak. A legatus provinciae mellett kettő van, de van a procuratoroknak, a praefectus annonaenak és az auxilia csapatparancsnokainak is egy-egy.
  - commentariensis vagy a commentariis, feltehetőleg kettő volt minden legioban, van továbbá a tartományi helytartó, a praefectus praetorio és a praefectus vigilum mellett.
  - speculatores, megvolt már a köztársaság korában is, a császárság korában minden legióban tíz volt. Nagy számban voltak jelen a cohors pratetoriaeben. Elsődlegesen futárok voltak, akiket azonban hóhérként is alkalmaztak.
  - singularis
  - strator, lovászmester a császár, a praefectus praetorio, a legatus Augusti és a procuratorok mellett
  - különféle gyakorlómesterek: doctor cohortis, campidoctor, a cohorsoknál, exercitator a frumentariusoknál
  - secutor tribuni, a cohortes praetoriae urbanae és vigilumban, talán a legiokban is
  - adiutor tribuni, a cohortes vigilumban
  - beneficarii, akiknek igen sok fajtájuk volt. Általában minden altiszt beneficariusa annak a parancsnoknak, akitől a kedvezményeit kapta, eszerint tehát minden önálló hatáskörű parancsnoknak volt beneficariusa. Külön megemlítendő a beneficarii consulares, akikkel a leggyakrabban találkozhatunk, s akik a tartományi helytartótól kapták hivatalukat. Ha a helytartó nem consularis, akkor címük esetleg beneficarius legatii vagy legati Augusti. Ezek nem mások, mint katonai biztosok a császári tartományokban.
5. Az irodai és pénztári kezelőtisztviselők nem katonák, hanem a rabszolgák és a felszabadítottak közül kerültek ki. Köztük a már eddig is ismert címek viselőivel találkozhatunk, amely címek egyben hivatásukat is megjelölték.
6. A raktári és az élelmezési tisztviselők hasonló rangban és elnevezésben álltak, mint az irodai és a pénztári kezelőtisztviselők, a két csoport összefoglaló neve: familia rationis castrensis.
7. Az igazságügyi tisztviselők közt megemlítendő a questionarius (a questionibus), aki azonban nem kínvallató vagy hóhér volt, hisz minden római legióban legalább öt ilyen tisztviselő volt, holott római polgárt nem volt szabad ily módon vallatni. Legfeljebb a praefectus vigilum alá rendeltek lehettek ilyenek, de annak tolvajokkal, rablókkal volt dolga.
8. Haruspex és victimarius, az áldozatok bemutatásánál segédkeztek.
9. Zenészek: a legióban tubicines, cornicines, bucinatores vagy aeneatores. A cohortes praetoriaeben ugyanezek voltak. A cohortes urbanaeben tubicines, a cohortes vigilumban bucinatores, equites singularesnél bucinator, tubicen, lovas csapatoknál általában: liticines.
10. Orvosok és kórházak tisztviselői: az állandó hadseregben minden csapattestnek volt orvosa, medicus legionis. Ilyen feltehetőleg minden legióban több is volt, ezen kívül medicus cohortis, medicus alae stb. Minden táborban volt kórház: valetudinarium, megfelelő személyzettel, valamint állatkórház, azaz veterinarium, amelyben az orvosok: veterinarii.